# سومویا
سومویا (به مجاری:  Szomolya) یک شهرداری در مجارستان است که در بورشود-آبااوی-زمپلن واقع شده‌است. سومویا ۲۲٫۶۹ کیلومتر مربع مساحت و ۱٬۷۲۳ نفر جمعیت دارد.